# Futsal-Regionalliga West
Die Futsal-Regionalliga West, zuvor Futsalliga West, bis 2016: WFLV-Futsal-Liga, ist die höchste Futsal-Liga in Nordrhein-Westfalen. Sie wurde im Jahre 2005 gegründet und steht unter der Leitung des Westdeutschen Fußballverbandes. Der Meister und Vizemeister qualifizierten sich, bis zur Einführung der Bundesliga, für die Deutsche Futsal-Meisterschaft. Der aktuelle Meister UFC Münster ist auch der Rekordmeister mit neun Titeln.

## Geschichte
Die Futsalliga West wurde im Jahre 2005 eingeführt und umfasste in der ersten Saison neun Mannschaften. Ab der zweiten Saison mussten sich die Mannschaften über die jeweiligen Meisterschaften der drei Landesverbände Westfalen, Niederrhein und Mittelrhein für die WFLV-Futsal-Liga qualifizieren. Seit der Saison 2010/11 nahmen acht Mannschaften an der Liga teil. Gleichzeitig wurde der Auf- und Abstieg eingeführt. Zur Saison 2014/15 wurde die Liga auf zehn Mannschaften erweitert. Im Sommer 2016 erfolgte die Umbenennung in Futsalliga West.
Dreimal stellte die Futsalliga West den späteren deutschen Meister. 2006 und 2008 sicherte sich der UFC Münster sowie 2009 die Futsal Panthers Köln den deutschen Meistertitel. Holzpfosten Schwerte wurde 2014 und 2015 deutscher Vizemeister. Weitere deutsche Vizemeister aus der Futsalliga West waren die Futsal Panthers Köln 2012 und 2018 sowie der UFC Münster 2013.
Zur Saison 2021/22 wird die Futsal-Bundesliga eingeführt, so dass die Futsalliga West nur noch zweitklassig sein wird.

## Modus
Die Futsal-Regionalliga West besteht aus zehn Mannschaften, die im Ligasystem gegeneinander antreten. Dabei spielt jede Mannschaft zweimal gegen jede andere Mannschaft aus der Liga, wobei ein Spiel in der eigenen Halle und eines in der Halle des jeweiligen Gegners stattfindet. Für einen Sieg gibt es drei Punkte, für ein Unentschieden einen Punkt und für eine Niederlage null Punkte. Bei Punktgleichheit von zwei oder mehreren Mannschaften zählt zunächst der direkte Vergleich und danach die bessere Tordifferenz.
Am Saisonende qualifiziert sich der Meister zu den Aufstiegsspielen für die Futsal-Bundesliga, während die drei letztplatzierten Mannschaften absteigen müssen. Die Absteiger werden zur nächsten Saison ersetzt durch die Meister der Oberliga Westfalen, der Mittelrheinliga und der Niederrheinliga.

## Teilnehmer Saison 2024/25
In der Saison 2024/25 nahmen die folgenden 10 Mannschaften an der Futsal-Regionalliga West teil:
- UFC Münster
- FC Niederrhein Soccer
- Wuppertaler SV
- Holzpfosten Schwerte
- FC Gütersloh Futsal
- GSV Düsseldorf
- Bergheimer Falcons (zurückgezogen)
- Alemannia Aachen
- MCH Futsal Club Bielefeld II (zurückgezogen)
- Futsal Panthers Köln

## Statistik

### Bisherige Meister
Die Tabelle führt alle Meister und Vizemeister der Futsal-Regionalliga West sowie deren jeweiliges Abschneiden beim DFB-Futsal-Cup bzw. ab 2016 der Deutschen Futsal-Meisterschaft auf.
| Saison  | Meister                                | Abschneiden DM       | Vizemeister                | Abschneiden DM        |
| ------- | -------------------------------------- | -------------------- | -------------------------- | --------------------- |
| 2005/06 | UFC Münster                            | Meister              | SC Bayer 05 Uerdingen      | 3. Platz              |
| 2006/07 | MSC Strandkaiser Krefeld               | 3. Platz             | UFC Münster                | Gruppenphase          |
| 2007/08 | UFC Münster                            | Meister              | FC Montenegro Wuppertal    | Gruppenphase          |
| 2008/09 | UFC Münster                            | 4. Platz             | Futsal Panthers Köln       | Meister               |
| 2009/10 | UFC Münster 1                          | Viertelfinale        | Futsal Panthers Köln       | Viertelfinale         |
| 2010/11 | Futsal Panthers Köln                   | Viertelfinale        | Holzpfosten Schwerte       | Halbfinale            |
| 2011/12 | UFC Münster                            | 3. Platz             | Futsal Panthers Köln       | Vizemeister           |
| 2012/13 | UFC Münster                            | Vizemeister          | SC Bayer 05 Uerdingen      | Halbfinale            |
| 2013/14 | UFC Münster                            | Halbfinale           | Holzpfosten Schwerte 2     | Vizemeister           |
| 2014/15 | UFC Münster 1                          | Viertelfinale        | Holzpfosten Schwerte       | Vizemeister           |
| 2015/16 | Holzpfosten Schwerte                   | Viertelfinale        | MCH Futsal Club Sennestadt | Halbfinale            |
| 2016/17 | MCH Futsal Club Sennestadt             | Viertelfinale        | Holzpfosten Schwerte       | Viertelfinale         |
| 2017/18 | Futsal Panthers Köln                   | Vizemeister          | MCH Futsal Club Sennestadt | Viertelfinale         |
| 2018/19 | MCH Futsal Club Bielefeld-Sennestadt 3 | Viertelfinale        | Futsal Panthers Köln       | Viertelfinale         |
| 2019/20 | MCH Futsal Club Bielefeld-Sennestadt   | Halbfinale           | Futsal Panthers Köln       | Viertelfinale         |
| 2020/21 | Fortuna Düsseldorf                     | Fortuna Düsseldorf   | MCH Futsal Club            | MCH Futsal Club       |
| 2021/22 | Futsal Panthers Köln                   | Futsal Panthers Köln | Wuppertaler SV             | Wuppertaler SV        |
| 2022/23 | Futsal Panthers Köln                   | Futsal Panthers Köln | Holzpfosten Schwerte       | Holzpfosten Schwerte  |
| 2023/24 | Futsal Panthers Köln                   | Futsal Panthers Köln | Holzpfosten Schwerte       | Holzpfosten Schwerte  |
| 2024/25 | UFC Münster                            | UFC Münster          | FC Niederrhein Soccer      | FC Niederrhein Soccer |

### Torschützenkönige
Die folgende Tabelle führt die Torschützenkönige der Liga seit der Saison 2013/14 auf. Ältere Daten liegen nicht vor.
| Saison  | Torschützenkönig | Verein                               | Tore |
| ------- | ---------------- | ------------------------------------ | ---- |
| 2013/14 | Timo Heinze      | SC Bayer 05 Uerdingen                | 22   |
| 2014/15 | Dennis Prause    | Bonner Futsal Lions                  | 34   |
| 2015/16 | Muhammet Sözer   | MCH Futsal Club Sennestadt           | 28   |
| 2016/17 | Hakim Aytan      | Black Panthers Bielefeld             | 31   |
| 2017/18 | Hakim Aytan      | Black Panthers Bielefeld             | 39   |
| 2018/19 | Hakim Aytan      | Black Panthers Bielefeld             | 41   |
| 2019/20 | Muhammet Sözer   | MCH Futsal Club Bielefeld-Sennestadt | 25   |
| 2020/21 | Davor Grgic      | Wuppertaler SV                       | 10   |
| 2021/22 | Alen Erkocevic   | Wuppertaler SV                       | 26   |
| 2022/23 | Alexander Felker | Cherusker Detmold                    | 20   |
| 2023/24 | Edin Husakovic   | FC Gütersloh Futsal                  | 19   |
| 2024/25 | Dario Krezic     | FC Niederrhein Soccer                | 20   |